# زیگمونت هیبنر
زیگمونت هیبنر (لهستانی: Zygmunt Hübner؛ ‏ تلفظ لهستانی: [ˈzɨɡmunt]؛ ‏ ۲۳ مارس ۱۹۳۰ – ۱۲ ژانویهٔ ۱۹۸۹) بازیگر اهل لهستان بود.
از فیلم‌ها یا برنامه‌های تلویزیونی که وی در آن نقش داشته‌است می‌توان به سامسون و عقاب اشاره کرد.